# Ashley Cole
Ashley Cole (Londres, 20 de dezembro de 1980) é um ex-futebolista inglês que atuava como lateral-esquerdo. Seu último clube foi o Derby County.
Em 2010, foi eleito o jogador do ano na Inglaterra pela Football Association. Já em 2015, foi eleito para a seleção de todos os tempos da Premier League, pelo Daily Mail.

## Carreira

### Arsenal
Formado nas categorias de base do Arsenal, o jogador estreou profissionalmente pelos Gunners em 1999, aos 19 anos, contra o Middlesbrough, em um jogo válido pela Copa da Liga Inglesa. Na ocasião, o Arsenal foi eliminado nos pênaltis após empatar em 2 a 2.

### Chelsea
Após a Copa do Mundo FIFA de 2006, Cole estava insatisfeito em estar atuando pelo Arsenal, devido à brigas internas com a diretoria do clube, pagamentos atrasados e também por ter se reunido em 2004 com dirigentes e também com o técnico José Mourinho, na época, técnico do Chelsea.
Transferiu-se para o Chelsea numa troca com o francês William Gallas, que estava numa situação quase igual a de Ashley. Passou a ser chamado pela torcida dos Gunners de "Cashley Cole" em alusão à palavra "cash", que em inglês quer dizer "dinheiro".
Ashley lançou um livro detonando seu antigo clube, falando mal sobre a diretoria do mesmo. Mais tarde ele declara que saiu do Arsenal devido a ciúmes que ele tinha de Thierry Henry, pois este era a única estrela do time e o único que recebia atenção dos dirigentes do clube. Ashley também alegou que o clube não fazia nada para ele permanecer no Arsenal. Em maio de 2012 conquistou o título mais importante de sua carreira, sendo peça fundamental na equipe que sagrou-se campeã da Liga dos Campeões da UEFA. Já na temporada seguinte, faturou a Liga Europa da UEFA.

### Polêmica com o PSG
No dia 26 de novembro de 2012, Cole teve, via Twitter, sua contratação anunciada pelo Paris Saint-Germain, da França, para o verão. Contudo, tal postagem foi logo em seguida apagada.

### Roma
Em julho de 2014, após sair do Chelsea, o jogador chegou a Roma sem nenhum custo, assinando um contrato de dois anos.
Depois de dois anos com atuações abaixo da média, rescindiu seu contrato e deixou o clube no dia 19 de janeiro de 2016.

### Aposentadoria
Anunciou oficialmente a sua aposentadoria no dia 18 de agosto de 2019, aos 38 anos.

## Seleção Nacional
Conhecido pela sua velocidade em campo, bons dribles e cruzamentos, Ashley Cole foi titular da Seleção Inglesa nas Copas do Mundo FIFA de 2002, 2006 e 2010, enfrentando o inclusive o Brasil em 2002. Anunciou sua aposentadoria do English Team em 2014, após não ser convocado para o Mundial realizado no Brasil.

## Títulos
Arsenal
- Premier League: 2001–02 e 2003–04
- Copa da Inglaterra: 2001–02, 2003–04 e 2004–05
- Supercopa da Inglaterra: 2002 e 2004

Chelsea
- Copa da Liga Inglesa: 2006–07
- Copa da Inglaterra: 2006–07, 2008–09, 2009–10 e 2011–12
- Supercopa da Inglaterra: 2009
- Premier League: 2009–10
- Liga dos Campeões da UEFA: 2011–12
- Liga Europa da UEFA: 2012–13

Seleção Inglesa
- Torneio de Verão da FA: 2004